# Saar Tamir
Saar Tamir es una deportista israelí que compite en vela en la clase 470. Ganó una medalla de oro en el Campeonato Europeo de 470 de 2021, en la prueba mixta.

## Palmarés internacional
| \| Campeonato Europeo \| Campeonato Europeo \| Campeonato Europeo \| Campeonato Europeo \| \| Año \| Lugar \| Medalla \| Clase \| \| ------------------ \| -------------------- \| ------------------ \| ------------------ \| \| 2021 \| Vilamoura (Portugal) \| Medalla de oro \| 470 mixto \| |                      |                |           |
| Campeonato Europeo |                      |                |           |
| Año | Lugar                | Medalla        | Clase     |
| 2021 | Vilamoura (Portugal) | Medalla de oro | 470 mixto |